# Upninkai

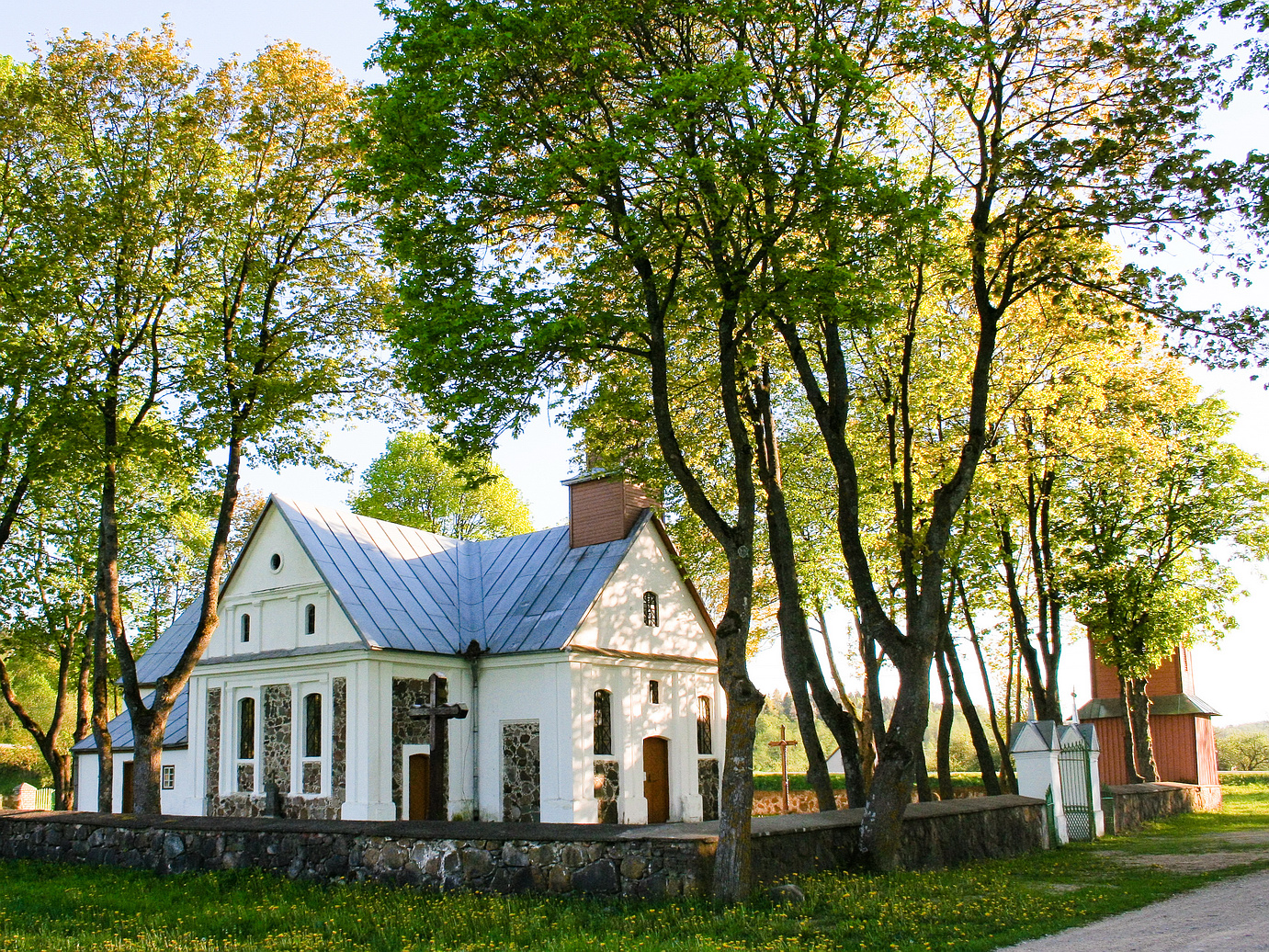
Kirche Upninkai

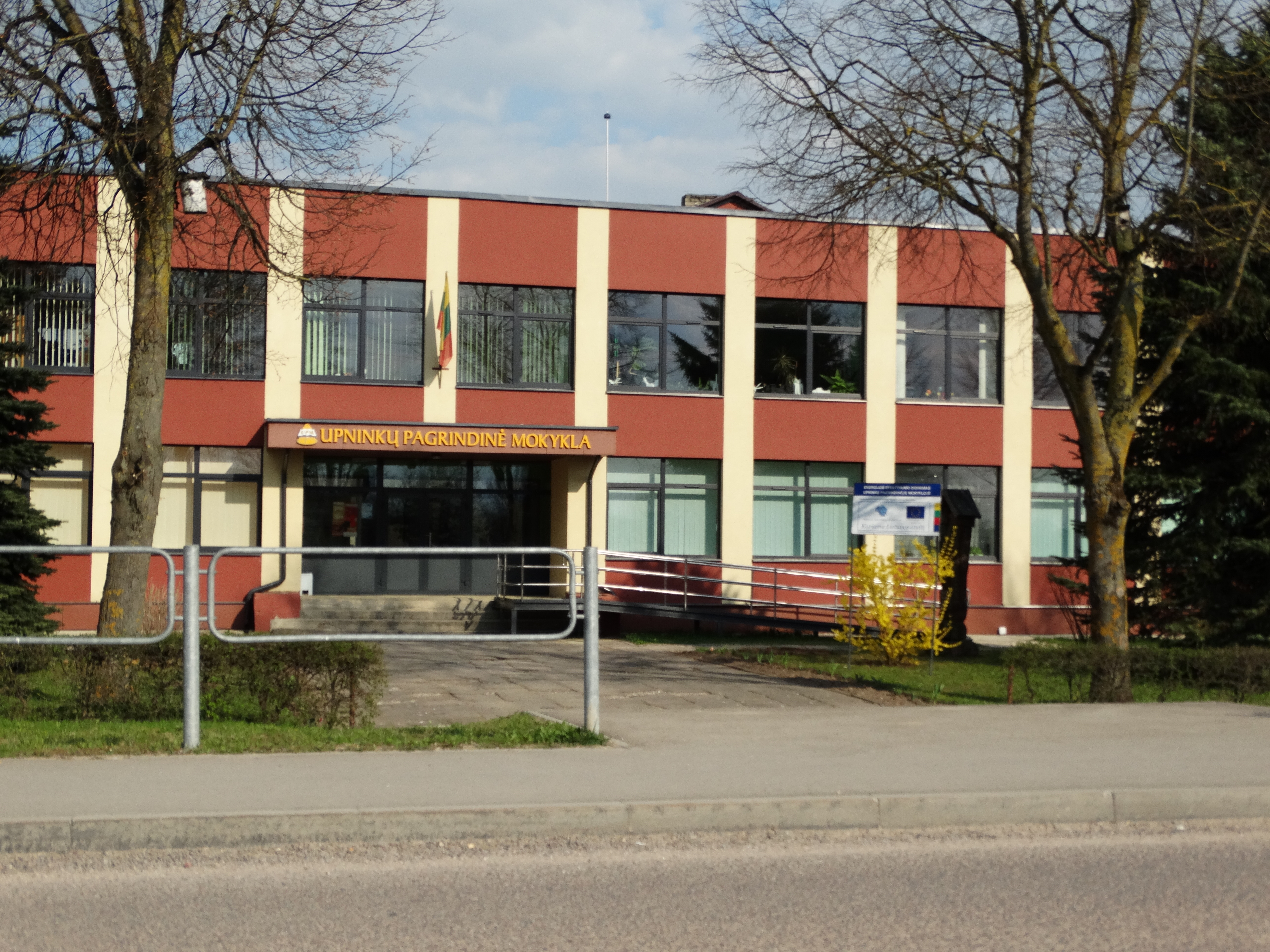
Abteilung der städtischen Hauptschule

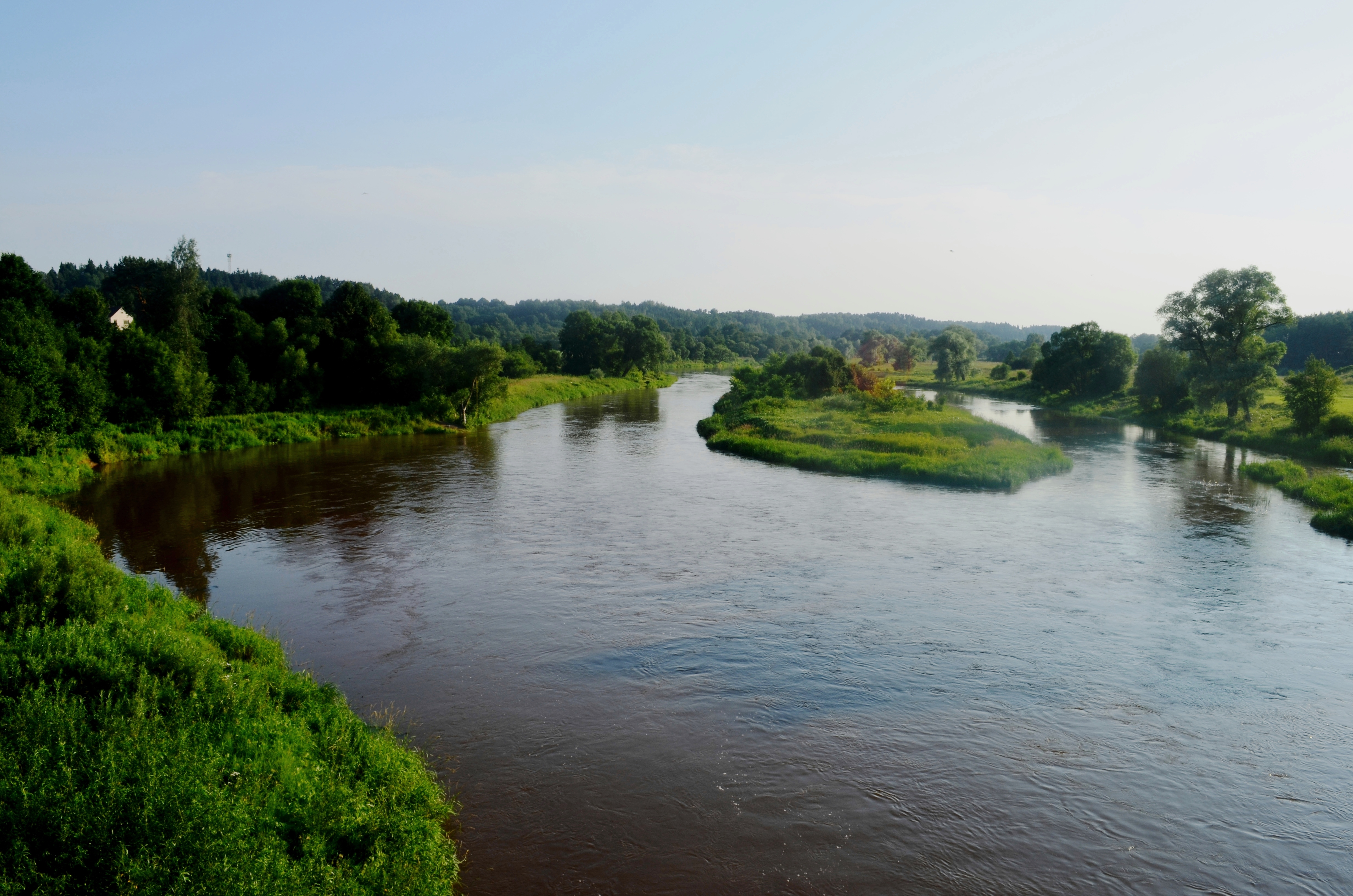
Šventoji bei Upninkai

Upninkai ist ein großes Dorf in der Mitte Litauens.

## Lage
Upninkai liegt am linken Ufer der Šventoji, des größten Nebenflusses der Neris. Das Dorf ist das Zentrum von Amtsbezirk Upninkai der Rajongemeinde Jonava im Bezirk Kaunas.

## Geschichte
Upninkai wurde 1442 urkundlich im Testament von Kristinas Astikas erwähnt. Der andere Upninkai-Inhaber, bis 1477 sein Sohn Radvila Astikas, baute hier im
Gutshof Upninkai die erste Kirche. 1650 gehörte diese zur evangelisch-reformierten Kirche. Im 17. Jahrhundert gab es ein Gericht, einige Kneipen und Märkte. 1717 wurde eine katholische Kirche gebaut und 1750 an einen anderen Ort verlegt. 1900 wurde die Grundschule Upninkai mit 37 Schülern im damaligen zaristischen Russland eröffnet. Ab 1987 gab es  eine Sekundarschule mit Abitur und bis 2019 eine Hauptschule.  
In Sowjetlitauen war das Dorf das Zentrum von Kreis Upninkai. Jetzt ist es das Zentrum eines Amtsbezirks.

## Objekte
In der Siedlung dominieren in Sowjetlitauen gebaute Häuser. Es gibt einige Mehrwohnungshäuser, eine Abteilung mit 60 Schülern der städtischen Lietavos-Hauptschule Jonava, eine Bibliothek und ein Postamt (LT-55096). Die katholische Kirche Upninkai (gebaut 1845) liegt nördlich vom Ort im Tal der Šventoji.

## Schule
Im 18. Jahrhundert gab es eine Pfarrgemeindeschule. 1900 wurde die Grundschule Upninkai errichtet. Ab 1987 gab es eine Sekundarschule. 2001 wurde sie in eine Hauptschule reorganisiert. Seit 2019 gibt es nur eine Abteilung der städtischen Lietavos-Hauptschule Jonava.

## Persönlichkeiten
- Laimutis Alechnavičius (* 1966), Richter von Lietuvos vyriausiasis administracinis teismas (LVAT).